# Campylopus multicapsularis
Campylopus multicapsularis är en bladmossart som först beskrevs av C. Müller, och fick sitt nu gällande namn av W. P. Schimper in Paris 1900. Campylopus multicapsularis ingår i släktet nervmossor, och familjen Dicranaceae. Inga underarter finns listade i Catalogue of Life.